# Eduardo Ladislao Holmberg
Eduardo Ladislao Holmberg (Buenos Aires, 27 giugno 1852 – Buenos Aires, 4 novembre 1937) è stato un botanico, zoologo, geologo e scrittore argentino.
Intraprese spedizioni scientifiche sulla Sierra Tandil (1883), nel Chaco (1885), a Misiones (1897) e a Mendoza. Scrisse testi di botanica, zoologia e biologia.
Fu direttore del Giardino zoologico di Buenos Aires (dal 1888 al 1904) e fondò con Enrique Lynch Arribálzaga "El naturalista argentino", prima rivista argentina di scienze naturali.

## Taxa descritti
- Mecicobothriidae Holmberg, 1882, famiglia di ragni
- Actinosoma Holmberg, 1883, genere di ragni (Araneidae)

## Taxa denominati in suo onore
- Alpaida holmbergi Levi, 1988, specie di ragno della famiglia Araneidae
- Mastophora holmbergi (Canals, 1931), specie di ragno della famiglia Araneidae
- Avicularia holmbergi Thorell, 1890, specie di ragno della famiglia Theraphosidae
- Oxyopes holmbergi Soares & Camargo, 1948, specie di ragno della famiglia Oxyopidae
- Tmarus holmbergi Schiapelli & Gerschmann, 1941, specie di ragno della famiglia Thomisidae

## Pubblicazioni
- Holmberg, E. L., 1874 - Epeira socialis, lijeros apuntos sobre esta curiosa araña y su tela. An. agr. Rep. Argent. vol.2, p.156
- Holmberg, E. L., 1881 - Géneros y especies de arácnidos argentinos nuevos ó poco conocidos. An. Soc. cien. arg. vol.11, p.125-133, p.169-177, p.270-278
- Holmberg, E. L., 1881 - Aracnido In: Roca J. A. (ed.), Döring A., Berg C., Holmberg E. L. (1881) Informe oficial de la Co (Patagonia) realizada en los meses de Abril, Mayo y Junio de 1879, bajo. Buenos Aires. 168 pagine. (Testo originale della rivista).
- Holmberg, E. L., 1909 - Mollusca Geophila Argentina Nova. Apuntes Historia Natural Buenos Aires vol.1, p.19-12.
- Holmberg, E. L., 1909 - Mollusca Argentina Varia. Apuntes Historia Natural Buenos Aires vol.1, p.691-92.
- Holmberg, E. L., 1912 - Moluscos Argentinos en parte nuevos, coleccionados por Franco Pastore. Physis, vol.1, p.20-22.